# Vale Verde
Vale Verde ist ein Ort und eine ehemalige Gemeinde (Freguesia) im portugiesischen Kreis Almeida. In der Gemeinde lebten 93 Einwohner (Stand 30. Juni 2011).
Am 29. September 2013 wurden die Gemeinden Vale Verde, Peva und Azinhal zur neuen Gemeinde União das Freguesias de Azinhal, Peva e Valverde zusammengefasst.